# Tmall
Tmall (chiń. 天猫; pinyin Tiānmāo; dawniej Taobao Mall) – chińska platforma zakupów online dla handlu detalicznego, stanowiąca część Alibaba Group. Została uruchomiona w 2008 roku.
Pierwotnie funkcjonowała jako część witryny Taobao, natomiast w czerwcu 2011 r. stała się niezależną platformą.
Tmall jest najczęściej odwiedzaną platformą zakupów typu B2C w kraju.